# Trichorhina squamapleotelsona
Trichorhina squamapleotelsona là một loài chân đều trong họ Platyarthridae. Loài này được Schultz miêu tả khoa học năm 1984.